# Gryon rothi
Gryon rothi är en stekelart som beskrevs av Lubomir Masner 1979. Gryon rothi ingår i släktet Gryon och familjen Scelionidae. Inga underarter finns listade i Catalogue of Life.